# Bactrocera atrabifasciata
Bactrocera atrabifasciata
 es una especie de díptero que Drew y Romig describieron por primera vez en 2001. Bactrocera atrabifasciata pertenece al género Bactrocera de la familia Tephritidae.